# Remy Bonjasky
Remy Kenneth Bonjasky (Paramaribo, 10 de enero de 1976) es un luchador de kickboxing y Muay Thai surinamés-neerlandés. Fue tres veces campeón del K-1 World Grand Prix en 2003, 2004 y 2008. Ha obtenido 78 victorias profesionales (40 por knocout) y 20 derrotas.

## Biografía
Bonjasky nació en Surinam pero se trasladó a los Países Bajos cuando tenía cinco años. Durante su niñez se dedicó al fútbol pero una rotura de la pierna le obligó a dejar de jugar. A los 18 años un amigo le llevó al Mejiro Gym, un gimnasio de Muay Thai, y desde entonces se decidió a entrenar en la especialidad.
Su primer combate fue a los 19 años ante un holandés de artes marciales mixtas (MMA), Valentijn Overeem. Bonjasky ganó por K.O. técnico y desde ese momento dejó su trabajo como operador para dedicarse a tiempo completo a sus entrenamientos.

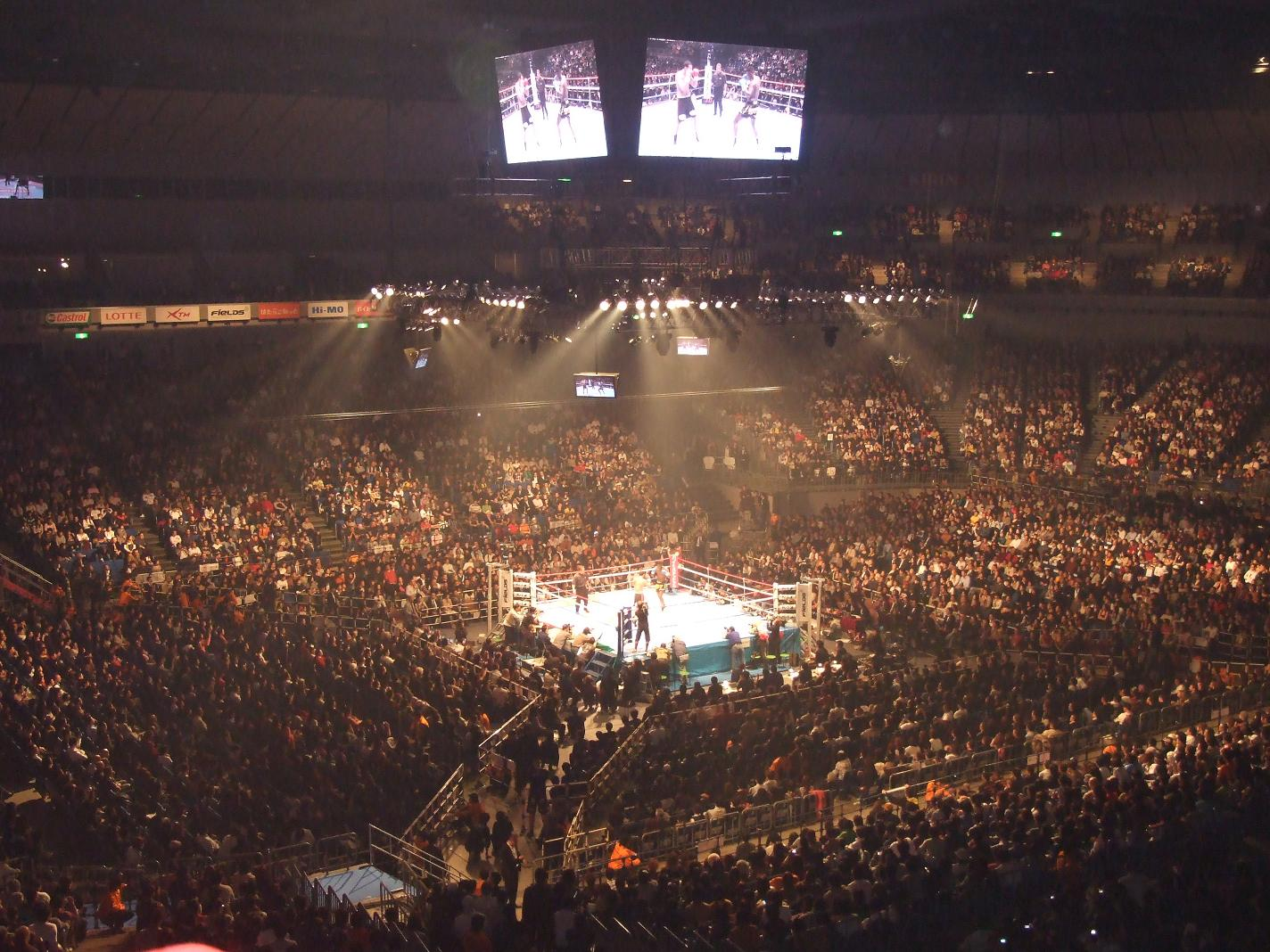
Bonjasky ante Hari en la final del World GP en Yokohama.

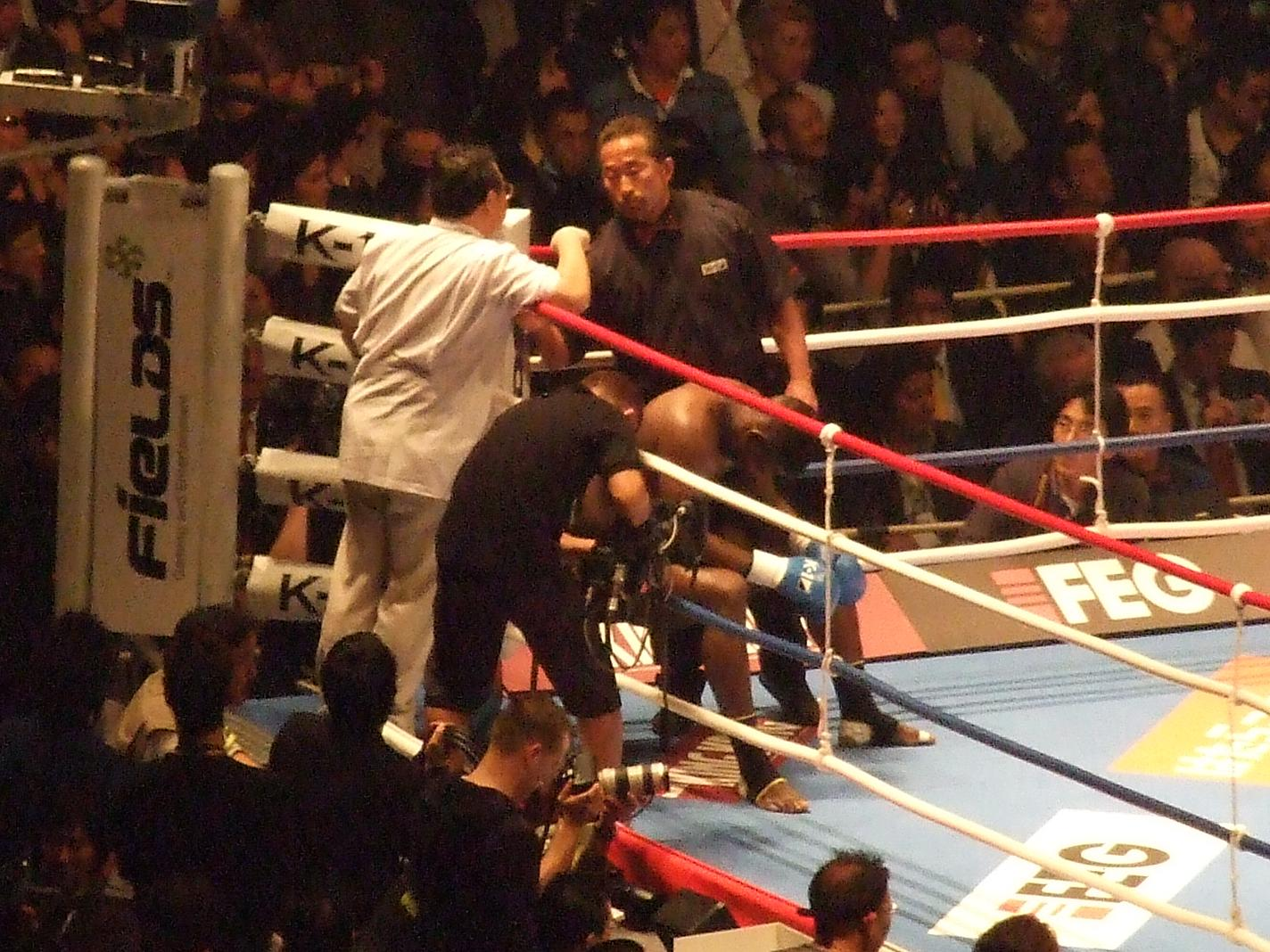
Bonjasky después de la agresión de Hari en la final del World GP en Yokohama.

El 6 de diciembre de 2003 llegó al K-1 World Grand Prix que se celebra entre los ocho mejores luchadores del año en Japón siendo uno de los favoritos después de haber ganado en el K-1 World GP 2003 en Las Vegas II cuatro meses antes. En los cuartos de final se enfrentó a Peter Graham ganándole en el primer round. Después en las semifinales ganó a Cyril Abidi y en la final ganó al ídolo local Musashi por decisión después de tres asaltos.
Al año siguiente, el 4 de diciembre defendió con éxito su campeonato ganando en los cuartos de final a Ernesto Hoost, al exboxeador Francois Botha y por segundo año consecutivo al local Musashi aunque en esta ocasión con más problemas ya que ganó por decisión en el quinto round.
El 19 de noviembre de 2005 se celebraba una vez más el K-1 World Grand Prix en Tokio y Remy buscaba su tercer título consecutivo pero perdió ante el también neerlandés Semmy Schilt.
En 2006 tuvo varios problemas personales como su divorcio y un cambio de entrenadores pero volvió al K-1 World Grand Prix. En los cuartos de final se enfrentó al alemán Stefan Leko y la pelea se pospuso durante 30 minutos debido a problemas de Remy con la ingle. Una vez reanudada la pelea ganó por decisión unánime pero los dolores se mantuvieron y fue sustituido por Peter Aerts.
En julio de 2007 Remy ayudó a la policía neerlandesa a arrestar a dos criminales británicos por lo cual fue condecorado con la medalla al coraje y al honor. 
El 29 de septiembre de 2007, Remy volvió a pelear contra Stefan Leko. Dicha pelea daba la oportunidad de entrar en el K-1 World GP y ganó después de que se parase la pelea en una decisión controvertida. En los cuartos de final se enfrentó a Badr Hari al que ganó por decisión. En semifinales su rival fue otro neerlandés, Peter Aerts, ante el que perdió sin poder acceder de esta manera a la final ante Semmy Schilt que al final sería el ganador.

## Títulos
- 2008 K-1 World GP champion
- 2004 K-1 World GP champion
- 2003 K-1 World GP champion
- 2003 K-1 World GP in Las Vegas champion
- 1999 WPKA World Super Heavyweight Muay Thai champion
- 1998 IPMTF European Super Heavyweight champion

## Combates
| 77 Ganadas (40 (T)KO's, 37 decisiones), 19 Derrotas |           |                       |                                                                    |                             |       |        |
| Fecha                                               | Resultado | Rival                 | Evento                                                             | Método                      | Round | Tiempo |
| 08/03/2014                                          | Victoria  | Mirko Filipović       | Glory 14: Zagreb                                                   | Decisión                    | 3     | 3:00   |
| 21/12/2013                                          | Derrota   | Anderson Silva        | Glory 13: Tokyo                                                    | Decisión                    | 3     | 3:00   |
| 23/03/2013                                          | Derrota   | Tyrone Spong          | Glory 5: London                                                    | KO                          | 2     | 2:02   |
| 31/12/2012                                          | Derrota   | Jamal Ben Saddik      | Glory 4: Tokyo - Heavyweight Grand Slam Tournament, Quarter Finals | Decisión                    | 2     | 3:00   |
| 31/12/2012                                          | Victoria  | Filip Verlinden       | Glory 4: Tokyo - Heavyweight Grand Slam Tournament, First Round    | Decisión                    | 3     | 3:00   |
| 06/10/2012                                          | Victoria  | Anderson Silva        | Glory 2: Brussels                                                  | Decisión                    | 4     | 3:00   |
| 05/12/2009                                          | Derrota   | Semmy Schilt          | K-1 World Grand Prix 2009 Final, Semi Finals, Japón                | KO                          | 1     | 2:38   |
| 05/12/2009                                          | Victoria  | Errol Zimmerman       | K-1 World Grand Prix 2009 Final, Quarter Finals, Japón             | Decisión                    | 3     | 3:00   |
| 26/09/2009                                          | Victoria  | Melvin Manhoef        | K-1 World Grand Prix 2009 Final 16, Korea                          | Decisión                    | 3     | 3:00   |
| 28/03/2009                                          | Victoria  | Alistair Overeem      | K-1 World GP 2009 en Yokohama                                      | Decisión                    | 3     | 3:00   |
| 6/12/2008                                           | Victoria  | Badr Hari             | K-1 World GP 2008 Final, Final, Japón                              | Descalificación             | 2     | 0:53   |
| 6/12/2008                                           | Victoria  | Gökhan Saki           | K-1 World GP 2008 Final, Semi Finals, Japón                        | KO                          | 2     | 0:53   |
| 6/12/2008                                           | Victoria  | Jérôme Le Banner      | K-1 World GP 2008 Final, Quarter Finals, Japón                     | TKO                         | 3     | 1:46   |
| 13/07/2008                                          | Victoria  | Paul Slowinski        | K-1 World GP 2008 Final 16, Korea                                  | Decisión                    | 3     | 3:00   |
| 13/07/2008                                          | Victoria  | Bazigit Atajev        | K-1 World GP 2008 in Taipei, Taiwán                                | KO                          | 3     | 2:17   |
| 26/04/2008                                          | Victoria  | Melvin Manhoef        | K-1 World GP 2008 en Ámsterdam, Ámsterdam                          | KO                          | 3     | 1:55   |
| 12/08/2007                                          | Derrota   | Peter Aerts           | Final K-1 World GP 2007, Japón                                     | Decisión                    | 3     | 3:00   |
| 12/08/2007                                          | Victoria  | Badr Hari             | Final K-1 World GP 2007, Japón                                     | Decisión                    | 3     | 3:00   |
| 09/29/2007                                          | Victoria  | Stefan Leko           | K-1 World GP 2007 en Seúl, Final 16, Corea del Sur                 | KO                          | 1     | 2:50   |
| 04/28/2007                                          | Victoria  | Glaube Feitosa        | K-1 World GP 2007 en Hawái, Hawái                                  | Decisión                    | 3     | 3:00   |
| 12/02/2006                                          | Victoria  | Stefan Leko           | K-1 World Grand Prix 2006 Final, Japón                             | Decisión                    | 3     | 3:00   |
| 09/30/2006                                          | Victoria  | Gary Goodridge        | K-1 World GP 2006 en Osaka, Japón                                  | KO                          | 3     | 0:52   |
| 07/30/2006                                          | Victoria  | Mighty Mo             | K-1 World GP 2006 en Sapporo, Japón                                | Decisión                    | 3     | 3:00   |
| 05/13/2006                                          | Derrota   | Jérôme Le Banner      | K-1 World GP 2006 en Ámsterdam, Países Bajos                       | Decisión                    | 3     | 3:00   |
| 12/31/2005                                          | Victoria  | Sylvester Terkay      | K-1 PREMIUM 2005 Dynamite!!, Japón                                 | Decisión                    | 3     | 3:00   |
| 11/19/2005                                          | Derrota   | Semmy Schilt          | K-1 World Grand Prix 2005, Japón                                   | KO                          | 1     | 2:08   |
| 11/19/2005                                          | Victoria  | Choi Hong-man         | K-1 World Grand Prix 2005, Japón                                   | Decisión                    | 3     | 3:00   |
| 11/19/2005                                          | Victoria  | Alexey Ignashov       | K-1 World Grand Prix 2005, Japón                                   | Decisión                    | 4     | 3:00   |
| 05/21/2005                                          | Victoria  | Rickard Nordstrand    | K-1 Scandinavia GP 2005, Suecia                                    | Decisión                    | 3     | 3:00   |
| 04/30/2005                                          | Derrota   | Mighty Mo             | K-1 World Grand Prix 2005 en Las Vegas, USA                        | Decisión                    | 3     | 3:00   |
| 03/19/2005                                          | Victoria  | Ray Mercer            | K-1 World Grand Prix 2005 en Seúl, Corea del Sur                   | KO                          | 1     | 0:22   |
| 12/04/2004                                          | Victoria  | Musashi               | K-1 World Grand Prix 2004, Japón                                   | Decisión                    | 5     | 3:00   |
| 12/04/2004                                          | Victoria  | Francois Botha        | K-1 World Grand Prix 2004, Japón                                   | Decisión                    | 3     | 3:00   |
| 12/04/2004                                          | Victoria  | Ernesto Hoost         | K-1 World Grand Prix 2004, Japón                                   | Decisión                    | 4     | 3:00   |
| 09/25/2004                                          | Victoria  | Akebono Tarō          | K-1 World GP 2004 en Tokio, Japón                                  | KO                          | 3     | 0:33   |
| 07/17/2004                                          | Victoria  | Aziz Khattou          | K-1 World GP 2004 en Seúl, Corea del Sur                           | TKO                         | 2     | 1:59   |
| 06/06/2004                                          | Victoria  | Francois Botha        | K-1 World GP 2004 en Nagoya, Japón                                 | Decisión                    | 3     | 3:00   |
| 05/30/2004                                          | Derrota   | Francencisco Filho    | Ichigeki Kyokushin vs K-1 All Out Battle, Japón                    | Decisión                    | 3     | 3:00   |
| 02/15/2004                                          | Victoria  | Tsuyoshi Nakasako     | K-1 Burning 2004, Japón                                            | KO                          | 3     | 2:54   |
| 12/06/2003                                          | Victoria  | Musashi               | K-1 World Grand Prix 2003, Japón                                   | Decisión                    | 3     | 3:00   |
| 12/06/2003                                          | Victoria  | Cyril Abidi           | K-1 World Grand Prix 2003, Japón                                   | KO                          | 1     | 1:46   |
| 12/06/2003                                          | Victoria  | Peter Graham          | K-1 World Grand Prix 2003, Japón                                   | KO                          | 1     | 2:58   |
| 10/11/2003                                          | Victoria  | Bob Sapp              | K-1 World Grand Prix 2003 en Osaka, Japón                          | Descalificación             | 2     |        |
| 08/15/2003                                          | Victoria  | Michael McDonald      | K-1 World GP 2003 en Las Vegas II, USA                             | Decisión                    | 4     | 3:00   |
| 08/15/2003                                          | Victoria  | Jeff Ford             | K-1 World GP 2003 en Las Vegas II, USA                             | KO                          | 1     | 1:28   |
| 08/15/2003                                          | Victoria  | Vernon White          | K-1 World GP 2003 en Las Vegas II, USA                             | KO                          | 1     | 1:55   |
| 07/13/2003                                          | Derrota   | Semmy Schilt          | K-1 World GP 2003 en Fukuoka, Japón                                | Decisión                    | 5     | 3:00   |
| 03/30/2003                                          | Victoria  | Bjorn Bregy           | K-1 World GP 2003 en Saitama, Japón                                | TKO (Paró la esquina)       | 3     | 1:29   |
| 09/29/2002                                          | Victoria  | Antoni Hardonk        | It's Showtime 6 - As Usual, Países Bajos                           | Decisión                    | 5     | 3:00   |
| 08/17/2002                                          | Derrota   | Stefan Leko           | K-1 World GP 2002 en Las Vegas, USA                                | Decisión                    | 3     | 3:00   |
| 07/14/2002                                          | Derrota   | Mirko Filipovic       | K-1 World GP 2002 en Fukuoka, Japón                                | TKO (Parada por el árbitro) | 2     | 2:06   |
| 05/25/2002                                          | Victoria  | Petar Majstorovic     | K-1 World GP 2003 en París, Francia                                | KO                          | 4     | 0:27   |
| 02/24/2002                                          | Derrota   | Errol Parris          | K-1 Holland GP 2002 en Arnhem, Países Bajos                        | KO                          | 1     | 1:20   |
| 02/24/2002                                          | Victoria  | Melvin Manhoef        | K-1 Holland GP 2002 en Arnhem, Países Bajos                        | Decisión                    | 3     | 3:00   |
| 01/25/2002                                          | Victoria  | Sergei Arkhipov       | K-1 Francence GP 2002 en Marocseilles, Francia                     | TKO (Paró la esquina)       | 5     | 2:00   |
| 06/24/2001                                          | Victoria  | Ray Sefo              | K-1 Survival 2001, Japón                                           | TKO (Paró la esquina)       | 4     | 2:00   |
| 02/04/2001                                          | Derrota   | Jerrel Venetiaan      | K-1 Holland GP 2001 en Arnhem, Países Bajos                        | Decisión                    | 3     | 3:00   |
| 12/12/2000                                          | Victoria  | Peter Varga           | It's Showtime 4, Haarlem, Países Bajos                             |                             |       |        |
| 10/22/2000                                          | Derrota   | Jerrel Venetiaan      | It's Showtime 3 - Exclusive, Haarlem, Países Bajos                 | Decisión                    | 5     | 3:00   |
| 09/03/2000                                          | Victoria  | Attila Karasc         | Battle of Arnhem II, Países Bajos                                  | KO                          | 1     |        |
| 05/20/2000                                          | Victoria  | Stanislaf Bahchevanov | Thaiboxing - Thrill of the Year!, Ámsterdam, Países Bajos          | KO                          | 2     |        |
| 10/24/1999                                          | Victoria  | Ayhan Ozcelik         | It's Showtime 1, Haarlem, Países Bajos                             | TKO                         | 2     |        |
| 09/05/1999                                          | Victoria  | Peter Verchuren       | Battle of Arnhem I, Países Bajos                                   | KO                          | 1     |        |
| 09/05/1999                                          | Victoria  | Francenk Otto         | Battle of Arnhem I, Países Bajos                                   | KO                          | 1     |        |
| 06/06/1999                                          | Derrota   | Rani Berbachi         | WPKA World Super Heavyweight title, Países Bajos                   | KO                          | 2     |        |
| 1998                                                | Derrota   | Alexey Ignashov       | WPKL Muay Thai Fight Night, Polonia                                | Decisión                    | 5     | 3:00   |
| 04/14/1998                                          | Derrota   | Lloyd van Dams        | KO Power Tournament, Países Bajos                                  | Decisión                    | 3     | 3:00   |
| 04/14/1998                                          | Victoria  | Peter Verchuren       | KO Power Tournament, Países Bajos                                  | Decisión                    | 3     | 3:00   |